# Олександрівська слобідка
Олекса́ндрівська слобі́дка — історична місцевість Києва, колишнє селище. Розташована у Солом'янському районі.

## Історія
Виникло як робітниче поселення на початку XX століття (вперше згадане 1906 року), на вигінних землях села Микільська Борщагівка. Спочатку мало назву «Робітниче артельне селище», але 1911 року, на честь 50-річчя скасування кріпацтва у Російській імперії, отримує назву Олександрівська слобідка.
Станом на 1913 року селище вже було розплановане, поділене на 9 вулиць і згідно з рукописним планом місцевості 1913 року, існували такі вулиці:
- Преображенська;
- Гоголівська (нині Софії Галечко);
- Садова (нині Братів Зерових);
- Суворовська (нині Василя Овсієнка);
- Олексіївська;
- Озерна;
- Миколаївська (Василя Барки, на плані відсутня);
- Скобелєвська (нині Златопільська);
- Успенська (згодом Херсонська, нині не існує);
- Дачна (на плані не зазначена, нині Григорія Кочура та Василівська).

Населення слобідки становило близько 2000 мешканців — це були переважно робітники та дрібні службовці.
Водночас селище мало назву Костопальня (Костопалівка) — річ у тім, що поблизу знаходилося декілька заводів (костопалень), що перепалювали кістки худоби на кісткове вугілля, необхідне для цукрових заводів.
1914 року мешканцями було запропоновано відкрити у селищі пам'ятник Олександру II, однак далі проектів справа не пішла. Також селище не мало власної церкви (було відмовлено виділити землю).
До 1923 року селище входило до складу Микільсько-Борщагівської волості Київського повіту, 1923 року приєднане до Києва. 1938 року увійшло до новоствореного Залізничного району, з 2002 року входить до складу Солом'янського району.
Первісна забудова селища знесена у 1970-ті — на початку 1980-х років.

## Сьогодення
Нині територія колишнього селища забудована багатоповерхівками, фрагментарно збереглася приватна малоповерхова забудова. Основні вулиці — проспект Валерія Лобановського (непарний бік), вулиці Преображенська, Солом'янська, Андрія Головка.
1998 року на території місцевості Олександрівська слобідка збудовано Преображенську каплицю (2004 року освячено церкву), 2001 року збудовано Храм ікони Пресвятої Богородиці «Знамення».
У 2003–2004 роках проведено реконструкцію проспекту Валерія Лобановського, відкрито тролейбусну лінію.